# 腸鍋

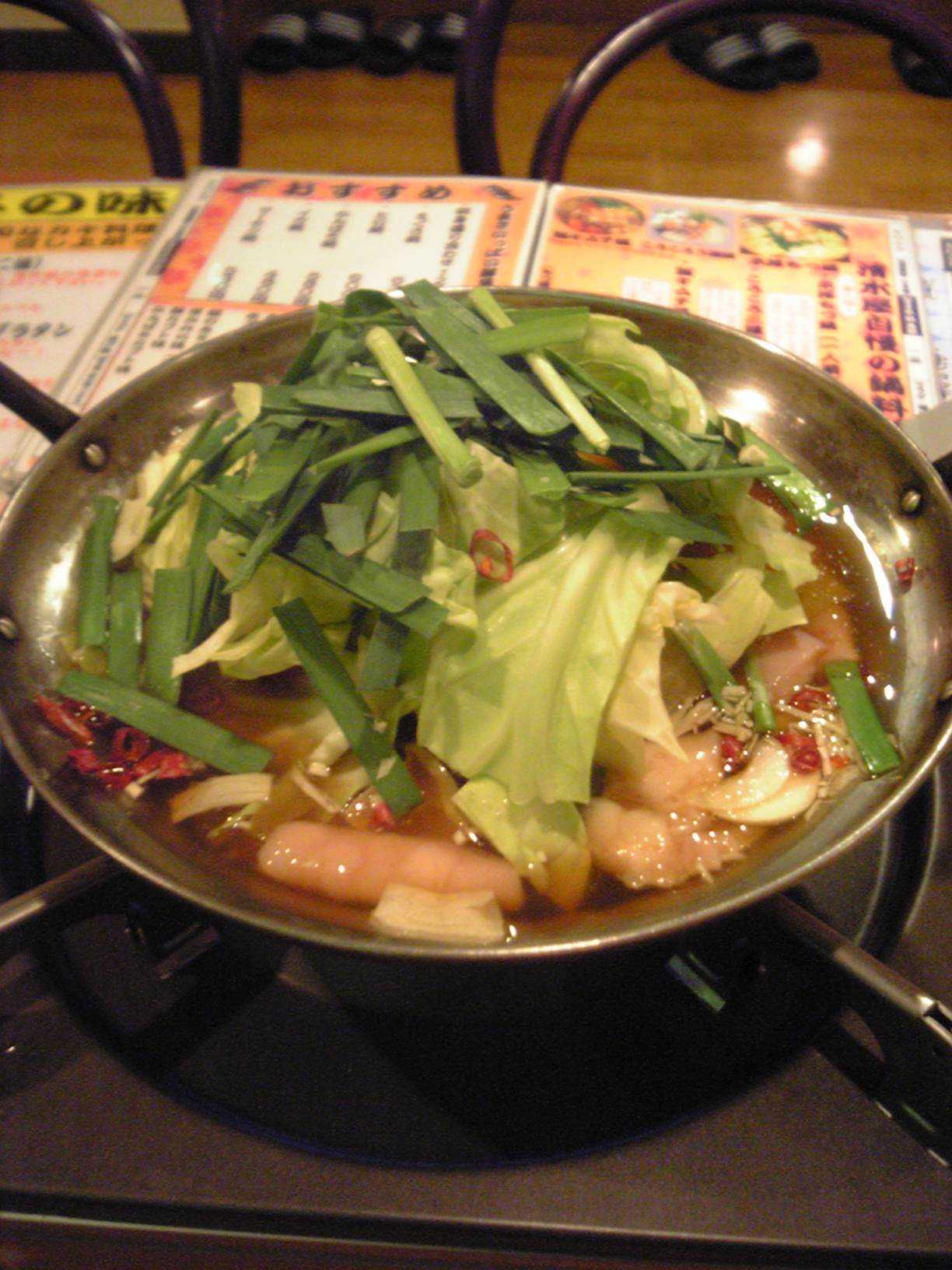
腸鍋

腸鍋（日语：もつ鍋）是日本的一種火鍋料理，使用牛、豬的小腸和大腸為主要材料，起源於福岡縣福岡市。1990年代之後，隨著腸鍋的店鋪開始擴張到福岡市以外地區，腸鍋也開始普及至日本全國。除了福岡市之外，下關市等地也有具自己特色的腸鍋。

## 外部連結
- 下関コリアンフード協会 （页面存档备份，存于）（とんちゃん鍋について）
- 田川ホルモン喰楽歩 （页面存档备份，存于）（田川ホルモン鍋について）